# Maja (přítok Aldanu)
Maja (rusky Мая nebo rusky Майя, jakutsky Маайа) je řeka v Chabarovském kraji a v Jakutské republice v Rusku. Je dlouhá 1053 km. Plocha povodí měří 171 000 km².

## Průběh toku
Vzniká soutokem Pravé a Levé Maji a protéká převážně Judomo-majskou hornatinou. Na horním a středním toku je říční údolí široké a bažinaté, zatímco na dolním toku se zužuje. Ústí zprava do Aldanu (povodí Leny).

### Přítoky
- zprava – Judoma
- zleva – Majmakan

## Vodní režim
Zdroje vody jsou smíšené. Průměrný roční průtok vody činí 1180 m³/s. Zamrzá ve druhé polovině října a rozmrzá v květnu. Nejvyšších vodních stavů dosahuje od května do září.

## Využití
Vodní doprava je možná v délce 500 km od ústí. Ve druhé polovině 17. století vedla údolím řeky cesta z Jakutska k Ochotskému moři.